# János Wass
János Wass, neboli „princ“ Jan (1521, Budín – 1580, Poszony), byl nemanželský syn krále Ludvíka Jagellonského. Jeho matkou byla Angelitha Wassová, služebná královy matky Anny z Foix a Candale.

## Život
Janovo jméno se objevuje v pramenech pocházejících z Bratislavy buď jako János Wass, tedy s převzatým příjmením matky, nebo jako János Lanthos, neboli Jan Bard. Oficiálně nikdy nebyl uznán jako syn krále Ludvíka, přesto se do role prince stylizoval. Pravidelně dostával finanční podporu od dvora Ferdinanda I., který byl jeho strýcem díky manželství s královnou Annou Jagellonskou, sestrou krále Ludvíka Jagellonského. Poté byl financován i králem Maxmiliánem II., který byl Janovým bratrancem. S touto finanční podporou si mohl dovolit dům v Prešpurku (dnešní Bratislava), kde žil s rodinou a kde nakonec i zemřel.

## Rodina
Jan měl početnou rodinu. Proslýchalo se, že jeho dcera porodila 20 dětí. K příležitosti její svatby měl také vyžadovat dodatečnou finanční podporu.